# پایگاه هوایی پاین لیک
پایگاه هوایی پاین لیک (به انگلیسی: Pine Lake Aerodrome) یک فرودگاه همگانی است که یک باند فرود شن دارد و طول باند آن ۹۱۴ متر است. این فرودگاه در کشور کانادا قرار دارد و در ارتفاع ۹۹۱ متری از سطح دریا واقع شده است.